# Casearia lasiophylla
Casearia lasiophylla är en videväxtart som beskrevs av August Wilhelm Eichler. Casearia lasiophylla ingår i släktet Casearia och familjen videväxter. Inga underarter finns listade i Catalogue of Life.